# Polnische Badmintonmeisterschaft 2009
Die Polnische Badmintonmeisterschaft 2009 fand vom 29. bis zum 31. Januar 2009 in Suwałki statt. Es war die 45. Austragung der Titelkämpfe. 

## Medaillengewinner
| Disziplin    | Gold                                                                                     | Silber                                                                          | Bronze |
| ------------ | ---------------------------------------------------------------------------------------- | ------------------------------------------------------------------------------- | --- |
| Herreneinzel | Przemysław Wacha (Technik Głubczyce)                                                     | Rafał Hawel (Technik Głubczyce)                                                 | Łukasz Moreń (SKB Litpol-Malow Suwałki) Hubert Pączek (AZS AGH Kraków)                                                                                 |
| Dameneinzel  | Kamila Augustyn (SKB Piast Słupsk)                                                       | Ewa Jarocka (Hubal Białystok)                                                   | Angelika Węgrzyn (Technik Głubczyce) Dorota Grzejdak (LUKS Badminton Choroszcz)                                                                        |
| Herrendoppel | Michał Łogosz (SKB Litpol-Malow Suwałki) Robert Mateusiak (SKB Litpol-Malow Suwałki)     | Rafał Hawel (Technik Głubczyce) Przemysław Wacha (Technik Głubczyce)            | Łukasz Moreń (SKB Litpol-Malow Suwałki) Michał Rogalski (Technik Głubczyce) Jerzy Dołhan (Technik Głubczyce) Mateusz Szałankiewicz (Technik Głubczyce) |
| Damendoppel  | Małgorzata Kurdelska (SKB Litpol-Malow Suwałki) Agnieszka Wojtkowska (Technik Głubczyce) | Monika Bieńkowska (Masovia Płock) Angelika Węgrzyn (Technik Głubczyce)          | Ewa Piotrowska (Hubal Białystok) Edyta Tarasiewicz (Hubal Białystok) Barbara Kulanty (AZS AGH Kraków) Katarzyna Wójcik (AZS AGH Kraków)                |
| Mixed        | Robert Mateusiak (SKB Litpol-Malow Suwałki) Kamila Augustyn (SKB Piast Słupsk)           | Michał Łogosz (SKB Litpol-Malow Suwałki) Natalia Pocztowiak (Technik Głubczyce) | Damian Pławecki (AZS AGH Kraków) Monika Bieńkowska (Masovia Płock) Wojciech Szkudlarczyk (Technik Głubczyce) Agnieszka Wojtkowska (Technik Głubczyce)  |